# 雷宁环形山
雷宁环形山（Rynin）是位于月球背面北半部的一座古老大撞击坑，约形成于45.5-39.2亿年前的前酒海纪，其名称取自前苏联航天航空领域科学家暨作家尼古拉·阿列克谢耶维奇·雷宁(Nikolai Alekseevich Rynin，1877年-1942年)，1970年被国际天文学联合会正式批准接受。

## 描述

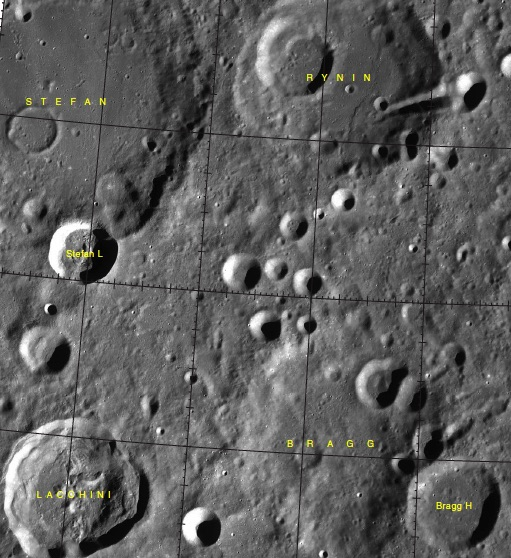
雷宁环形山的周边，LAC-36 区域图。

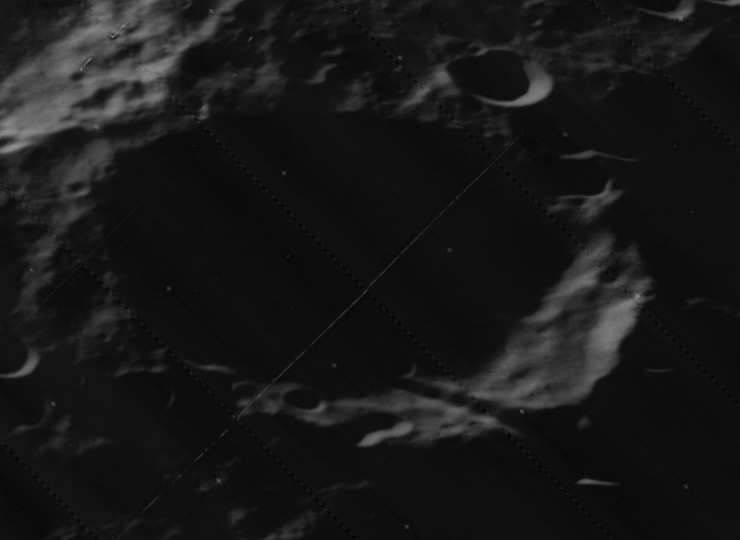
月球轨道器5号拍摄的西向斜视图

该陨坑西侧靠近更大的斯特藩环形山、东北毗邻查普曼环形山、大小类似的麦克劳克林环形山位于它的东面，南面及西南偏南则坐落了布喇格环形山及拉基尼环形山。该陨坑中心月面坐标为46°47′N 103°44′W / 46.78°N 103.73°W，直径77.88公里，深度约2.79公里。
雷宁环形山是一座古老的陨石坑，其坑壁受撞击侵蚀而磨损、钝化，沿边缘覆盖了一些较小的撞击坑，但残存的大部分坑壁范围仍较为明确。一串坑链在它的东侧坑壁上凿切出一道深入坑底的楔槽，并连接了坑外一座小陨坑；沿东北侧内壁分布有一些坍塌形成的阶地状结构。该环形山坑壁最大高出周边地形1340米，内部容积约5569公里3。坑内东半部地表相对平坦，分布一条南北走向的裂沟；一座较大的陨石坑占据了中心点西侧至内壁坡底的大部分地面，其它区域散布有一些更细小的陨坑，其中有三座靠近南侧内壁。

## 参引资料
1. 1 2 3 4  Lunar Impact Crater Database
2. ↑   (PDF).   [2017-03-09]. （原始内容存档 (PDF)于2016-12-24）.
3. ↑  .   [2017-03-09]. （原始内容存档于2018-06-21）.

## 另请参阅
- Andersson, L. E.; Whitaker, E. A. . NASA RP-1097. 1982.
- Blue, Jennifer. . USGS. July 25, 2007  [2007-08-05]. （原始内容存档于2019-12-05）.
- Bussey, B.; Spudis, P. . New York: Cambridge University Press. 2004. ISBN 978-0-521-81528-4.
- Cocks, Elijah E.; Cocks, Josiah C. . Tudor Publishers. 1995. ISBN 978-0-936389-27-1.
- McDowell, Jonathan. . Jonathan's Space Report. July 15, 2007  [2007-10-24]. （原始内容存档于2019-06-21）.
- Menzel, D. H.; Minnaert, M.; Levin, B.; Dollfus, A.; Bell, B. . Space Science Reviews. 1971, 12 (2): 136–186. Bibcode:1971SSRv...12..136M. doi:10.1007/BF00171763.
- Moore, Patrick. . Sterling Publishing Co. 2001. ISBN 978-0-304-35469-6.
- Price, Fred W. . Cambridge University Press. 1988. ISBN 978-0-521-33500-3.
- Rükl, Antonín. . Kalmbach Books. 1990. ISBN 978-0-913135-17-4.
- Webb, Rev. T. W.  6th revised. Dover. 1962. ISBN 978-0-486-20917-3.
- Whitaker, Ewen A. . Cambridge University Press. 1999. ISBN 978-0-521-62248-6.
- Wlasuk, Peter T. . Springer. 2000. ISBN 978-1-85233-193-1.